# Radio y Televisión Martí

Radio y Televisión Martí es un servicio de radio y televisión internacional. Transmite en español desde Miami hacia Cuba. Radio y Televisión Martí fue llamada así en honor a José Martí. Las operaciones de Radio Martí y TV Martí son supervisadas por la Oficina de Transmisiones para Cuba, en inglés Office of Cuba Broadcasting (OCB), fundada en 1990.
El viernes, 15 de marzo de 2025, el presidente de los Estados Unidos Donald Trump ordenó su cierre. Todos sus servicios dejaron de transmitir durante la noche del 15 al 16.
El 26 de marzo de 2025, Radio y Televisión Martí anunció en su cuenta de X que volvía al aire y el sitio web Martí Noticias reanudó sus publicaciones. 

## Historia
Mediante la orden ejecutiva 12323 del 22 de septiembre de 1981 el presidente Ronald Reagan creó la Comisión presidencial para la radiodifusión hacia Cuba, el 28 de septiembre se registra la organización no lucrativa "Radio Broadcasting to Cuba, Incorporated" (RBC Inc.), finalmente después de varias iniciativas legislativas, el 10 de septiembre de 1983 el Comité de Relaciones Exteriores del Senado aprobó el plan del presidente de establecer una emisora radial exclusivamente para Cuba.

### Radio Martí

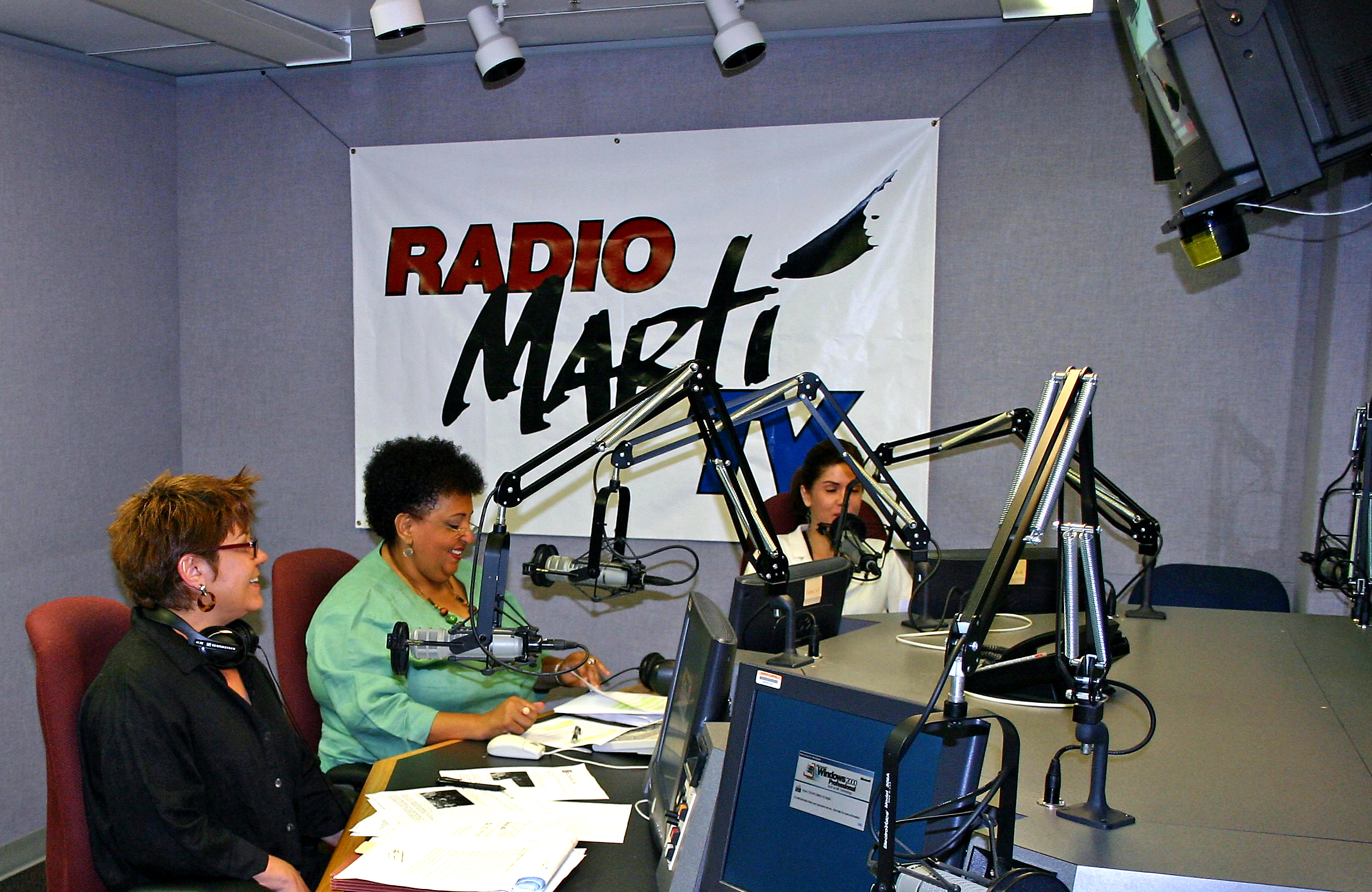
Estudios de Radio Martí.

Radio Martí salió al aire el 20 de mayo de 1985. Antiguamente estaba alojada en la sede de la Voz de América en Washington D. C. En 1996 fue mudada a Miami. El Acta de Transmisiones Radiales para Cuba, aprobada por el congreso de los Estados Unidos en 1983, guiaba las actividades de la emisora. Transmitía, de lunes a domingo, las 24 horas.

### TV Martí
TV Martí fue lanzada el 27 de marzo de 1990. Las emisiones se rigen por La ley 98.111 del congreso estadounidense. Emite, de lunes a domingo, las 24 horas. Presenta programas informativos, musicales, de cine, entre otros.

## Medios de transmisión
Radio Martí utilizaba un potente transmisor de onda corta ubicado en Greenville, Carolina del Norte. Mientras que, en Marathon (Florida) se encuentra el transmisor de onda media. La señal de Radio Martí por onda corta podía escucharse en varios países de Latinoamérica.
TV Martí usa varios medios para llevar su señal a Cuba. Está disponible por el satélite Telstar 12V. Al principio, TV Martí transmitió desde un aerostato cautivo a 3000 metros de altura ubicado en los cayos de la Florida. Al no tener éxito, TV Martí empleó, entre los años 2004 y 2005, un C-130 que volaba por el estrecho de la Florida. El avión pertenecía a una unidad de Guerra Psicológica del Pentágono. En el 2010, TV Martí seguía utilizando un transmisor aerotransportado para emitir en frecuencias de VHF y UHF. Desde el 2007, TV Martí difunde a Cuba a través de Direct TV; aprovechando la existencia en la isla de antenas parabólicas y redes de cables clandestinos. La señal por Direct TV se ve también en la zona de Miami.
Radio Martí y TV Martí emiten en vivo en su sitio web www.radiotelevisionmarti.com. Radio y Televisión Martí tiene un canal oficial en YouTube y páginas propias en Facebook y Twitter. En onda media, Radio Martí transmite en la frecuencia 1180 AM, audible en el Estado de Florida y en ciertas zonas de Cuba (si bien es interferida exprofeso por el gobierno cubano en La Habana y otras grandes ciudades de ese país), así como en varios países del Caribe.
Algunos programas de TV Martí también se exhibían en el servicio televisivo Latino Americano de la Voz de América.
Al igual que Radio Martí, TV Martí forma parte de la Oficina Internacional de Radiodifusión (BIB). TV Martí emite noticieros vespertinos de media hora en un canal de televisión de Miami de baja potencia, WGEN-LD (Canal Digital Virtual 8.1), junto con otra programación. La plataforma de televisión de pago DirecTV, pirateada por muchos en Cuba, también emite TV Martí.

## Controversias
Los críticos del gobierno socialista vieron a Radio Martí y TV Martí como fuentes de información libre de la censura en Cuba, donde existía un monopolio estatal de los medios de información como la televisión, la radio y la prensa escrita. Exiliados y antiguos presos políticos aparecen frecuentemente en ambos medios. También Radio Martí y TV Martí informan sobre la situación de la disidencia cubana.
Los defensores de la revolución cubana consideraban ambas estaciones una herramienta de propaganda de los intereses estadounidenses sobre la isla. El gobierno cubano utilizó señales de interferencia para intentar bloquear a Radio Martí y TV Martí. Cuba denunció ante la Unión Internacional de Telecomunicaciones que Radio y Televisión Martí violaba algunas leyes al invadir con sus señales otras naciones.
Por su parte, Radio y Televisión Martí envia cada mes, a través de la Comisión Federal de Comunicaciones, quejas a Cuba y a la Unión Internacional de Telecomunicaciones sobre la violación de esas mismas leyes, en lo relacionado con sus transmisiones de onda corta, por parte de Cuba.

### Informe del Senado estadounidense
En 2010, John Kerry y varios senadores del partido Demócrata recomendaron, en un informe, los traslados de Radio y Televisión Martí y la Oficina de Transmisiones para Cuba a Washington D. C. y la fusión de sus operaciones con la Voz de América. Los senadores alegaban que Radio y Televisión Martí tenía una programación de baja calidad y poca audiencia en Cuba; así como la existencia de nepotismo y corrupción dentro de la agencia.
Lincoln Díaz-Balart e Ileana Ros-Lehtinen, representantes por Florida del partido Republicano expresaron su desacuerdo sobre la recomendación de los senadores. Lincoln Díaz-Balart acusó a John Kerry de haber querido siempre acabar con la Oficina de Transmisiones para Cuba. Ileana Ros-Lehtinen dijo que el Congreso debería aumentar y mejorar el flujo de información sin censura hacia Cuba en vez de enterrarla en la VOA.

### Cierre temporal y reapertura
El viernes, 15 de marzo de 2025, el presidente Donald Trump ordenó su cierre, así como el de todas las demás emisoras del International Broadcasting Bureau (La Voz de América; Radio Europa Libre / Radio Libertad; Middle East Broadcasting Networks; Radio Free Asia; etc.), y anunció que sus 1 300 empleados quedaban "en licencia indefinida con salario." Todos sus canales dejaron de transmitir durante la noche del 15 al 16.
Con su tradicional señal de intervalo, Radio Martí reanudó sus transmisiones el miércoles 26 de marzo de 2025, revirtiendo una controvertida decisión tras la orden del presidente Donald Trump de reducir al mínimo sus actividades. La Agencia de los Estados Unidos para los Medios Globales, que supervisa Radio y TV Martí y el sitio web Martí Noticias a través de su Oficina de Transmisiones a Cuba, notificó a los empleados federales que fueron suspendidos el 15 de marzo que podían regresar a trabajar. La señal está disponible en internet, Amplitud Modulada, TDT y satélite.  